# Anchoviella balboae
Anchoviella balboae е вид лъчеперка от семейство Engraulidae.

## Разпространение и местообитание
Видът е разпространен в Коста Рика, Никарагуа, Панама, Салвадор и Хондурас.
Среща се на дълбочина от 1,5 до 2 m.

## Описание
На дължина достигат до 7,2 cm.